# Route secondaire 11340 (Estonie)
La route Tallinn–Saku (en estonien : Tallinna–Saku–Laagri tee) ou route 11340, anciennement route Tallinn–Saku–Laagri est une route du comté de Harju en Estonie.

## Description
La route est un axe routier de Tallinn et de la commune de Saku.
La longueur de la route est de 11,5 km, dont 2,8 km dans la ville de Tallinn (sous le nom de Männiku tee).
La route commence au sixième kilomètre de la route Tallinn-Pärnu-Ikla à Tallinn et se termine et se termine à l'intersection des routes Saku-Tõdva et Saku-Laagri dans la commune de Saku.
La route traverse la ville de Tallinn, les villages de Männiku et Tammemäe ainsi que la ville de Saku.